# Dayr az-Zawr (provins)

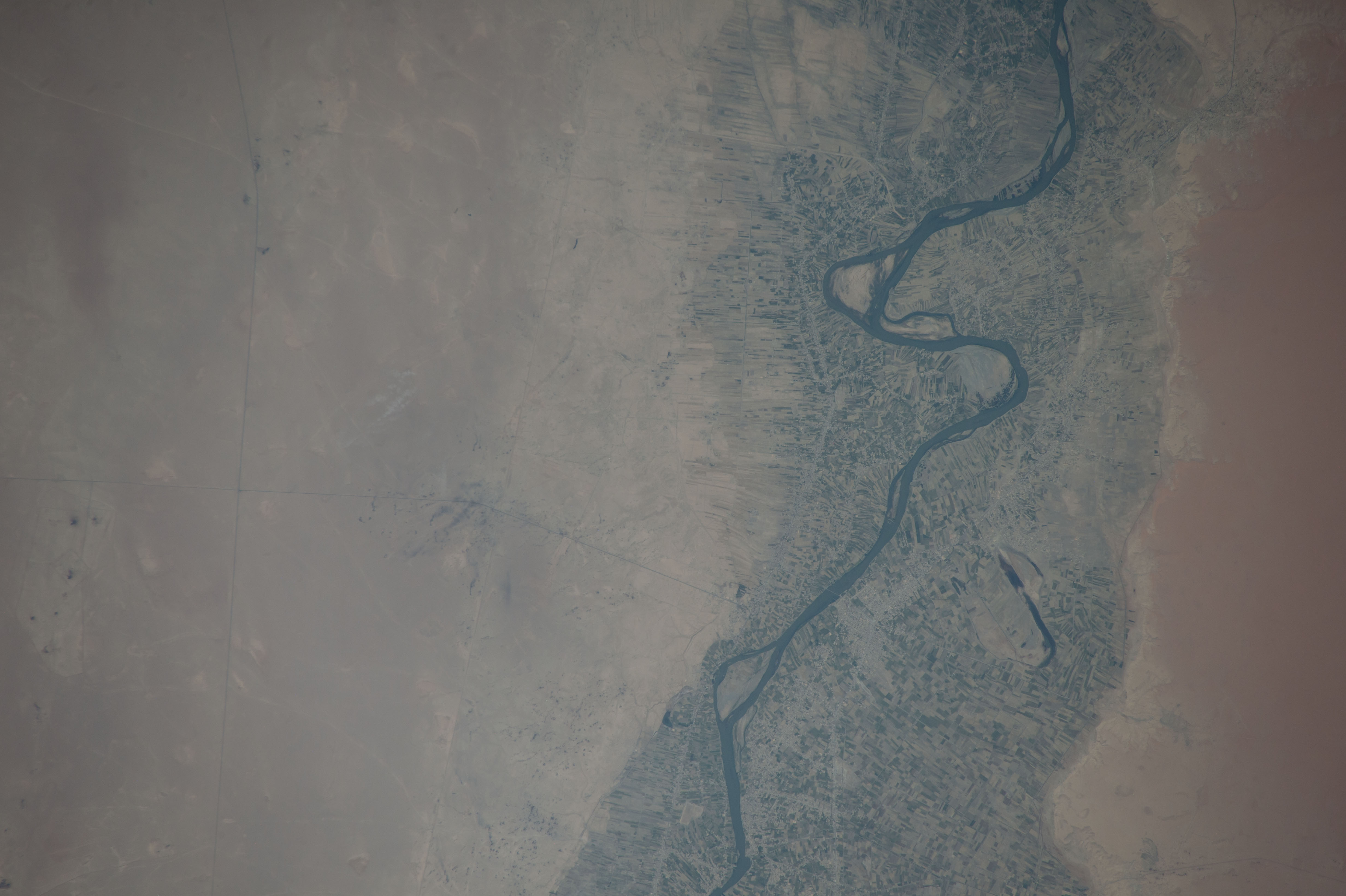
Floden Eufrat går genom provinsen. Satellitbild från 2016.

Dayr az-Zawr, eller Dayr al-Zawr, (arabiska دير الزور), även Deir ez-Zor, är en provins i östra Syrien, med gräns mot Irak i öster. Den administrativa huvudorten är Dayr az-Zawr. Befolkningen uppgick till 1 128 000 invånare i slutet av 2008, på en yta av 33 060 kvadratkilometer. De största städerna är Dayr az-Zawr, Abu Kamal och al-Mayadin.

## Administrativ indelning
Provinsen är indelad i tre distrikt, mintaqa:
- Abu Kamal
- Dayr az-Zawr
- al-Mayadin